# Adro

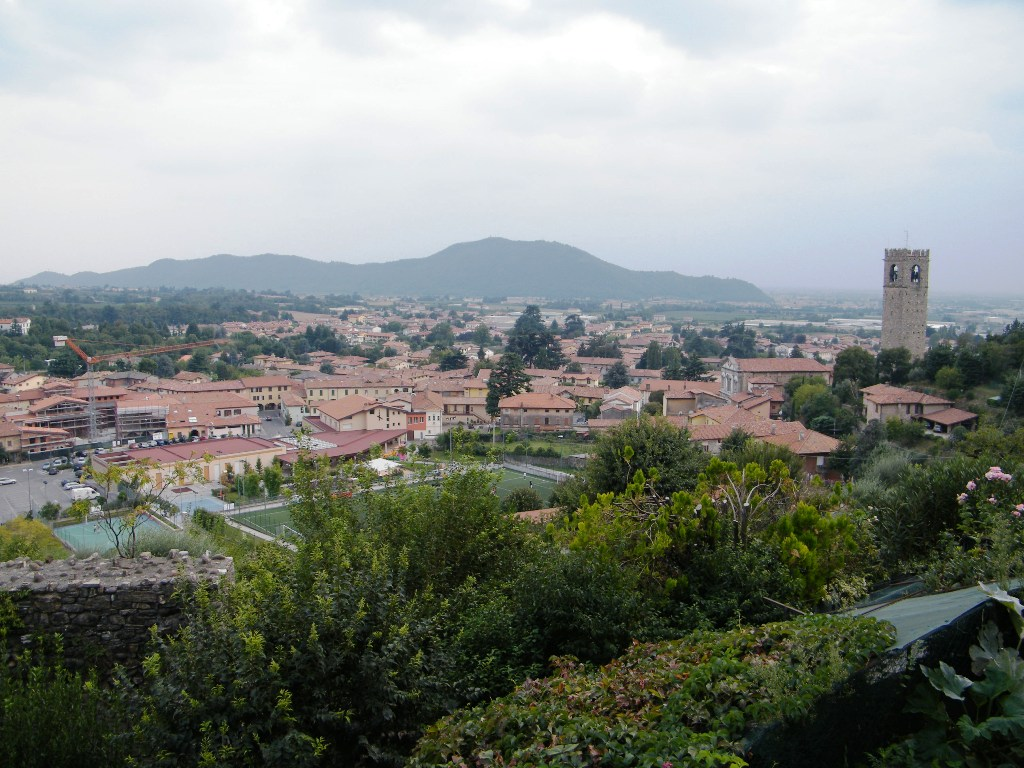
Adro

Adro is een gemeente in de Italiaanse provincie Brescia (regio Lombardije) en telt 7156 inwoners (31-12-2021). De oppervlakte bedraagt 14,3 km², de bevolkingsdichtheid is 458 inwoners per km².

## Demografie
Adro telt ongeveer 2492 huishoudens. Het aantal inwoners steeg in de periode 1991-2001 met 9,8% volgens cijfers uit de tienjaarlijkse volkstellingen van ISTAT.
| Jaar | Inwoneraantal |
| ---- | ------------- |
| 1991 | 5846          |
| 2001 | 6421          |

## Geografie
De gemeente ligt op ongeveer 271 m boven zeeniveau.
Adro grenst aan de volgende gemeenten: Capriolo, Cazzago San Martino, Corte Franca, Erbusco, Iseo, Palazzolo sull'Oglio, Paratico.